# Koninklijk Gesticht van Mesen
Het Koninklijk Gesticht van Mesen is een openbare instelling opgericht in augustus 1776 door keizerin Maria Theresia. Het is daarmee de oudste openbare instelling in België. De instelling werd opgestart in een benedictinessenabdij die al eerder, in 1066, opgericht was. De instelling kreeg de taak om te voorzien in de opvoeding en onderhoud van behoeftige kinderen en wezen van militairen. Dit was mogelijk aan de hand van de opbrengsten van de vele landerijen en boerderijen in bezit van het gesticht.
Deze stichting heeft tot doel de opvoeding en het onderhoud te behartigen der kinderen van soldaten die in onze effectieve en actieve dienst overleden zijn of die er effectief en actief in dienen zullen of die ondergebracht zijn in de klasse der invaliden of in deze welbepaalde klasse overleden zijn; met dien verstande dat de kinderen van ouders, die overleden zijn in de gebieden onder onze heerschappij in de Nederlanden of van hen die er nog in leven zijn maar niet meer in staat om hun kinderen op te voeden, en na hen de kinderen die in deze provincies geboren zijn, en bij ontstentenis daarvan, zij wier vader of moeder in die landen geboren is, voorrang hebben op de anderen.— Eerste artikel van de patentbrieven van Keizerin Maria-Theresia
Tijdens de Eerste Wereldoorlog, bij de Slag bij Mesen, werden de gebouwen in Mesen vernield. Het gesticht verhuisde daarop naar een klooster van de kanunnikessen Sint-Augustinus in Lede: het Kasteel van Mesen. 

## Werking
Anno 2021 is de stichting een juridische entiteit, gelijkgesteld met de administratieve openbare instellingen met beheersautonomie, en bezit nog steeds landerijen in West-Vlaanderen (bijna 400 hectare, onder meer in Mesen, Noordschote en Heuvelland). 
De stichting wordt beheerd door een "Commissie tot beheer" die bestaat uit zeven leden bestaat. Voorzitter is oud-politica en barones Janine Marie-Thérèse Ghobert. Hun rol is de roerende en onroerende goederen van het Koninklijk Gesticht van Mesen te beheren om met de opbrengsten ervan de sociale opdracht van de Stichting maximaal te kunnen uitvoeren. Er wordt controle uitgevoerd door een bedrijfsrevisor, door de voogdijminister (de Minister van Landsverdediging) en door het Rekenhof.